# Cylindromyia binotata
Cylindromyia binotata là một loài ruồi trong họ Tachinidae.